# Hyptidinae
Sous-tribu
Les Hyptidinae sont une sous-tribu de plantes à fleurs, de la famille des Lamiacées (sous-famille des Nepetoideae, tribu des Ocimeae).
Le genre type est Hyptis.

## Liste des genres
Asterohyptis – Cantinoa – Condea – Cyanocephalus – Eplingiella – Eriope – Eriopidion – Gymneia – Hypenia – Hyptidendron – Hyptis – Leptohyptis – Marsypianthes – Martianthus – Medusantha – Mesosphaerum – Oocephalus – Physominthe – Rhaphiodon

## Publication originale
- Stephan Endlicher, Genera plantarum secundum ordines naturales disposita /auctore Stephano Endlicher., Vindobonae (Vienna), Apud F. Beck,, 1836, I–LX, 1–1484 (DOI 10.5962/bhl.title.728, lire en ligne), p. 610